# Château de Saint-Ange (Villecerf)

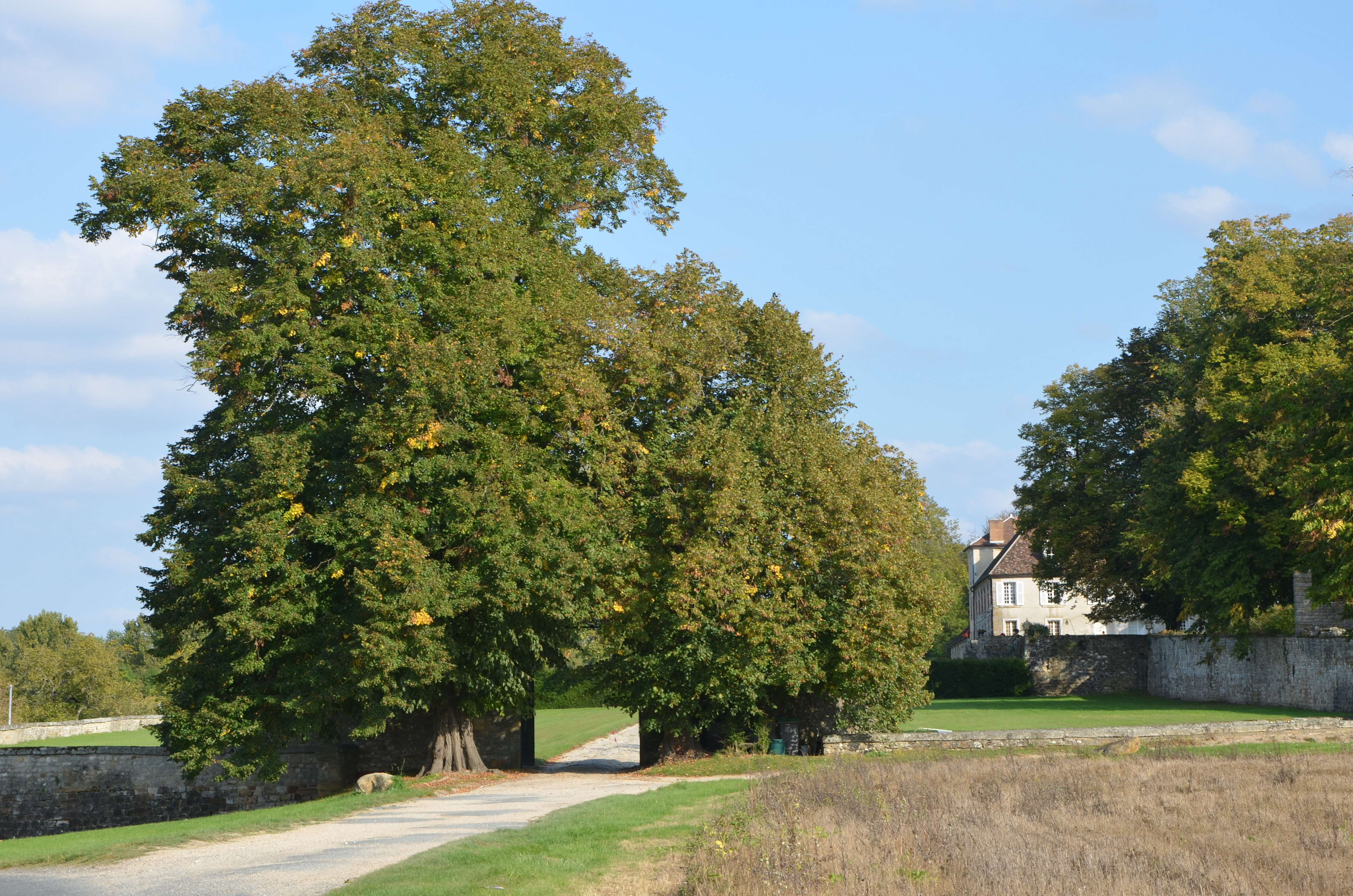
Entrée de l'ancien château

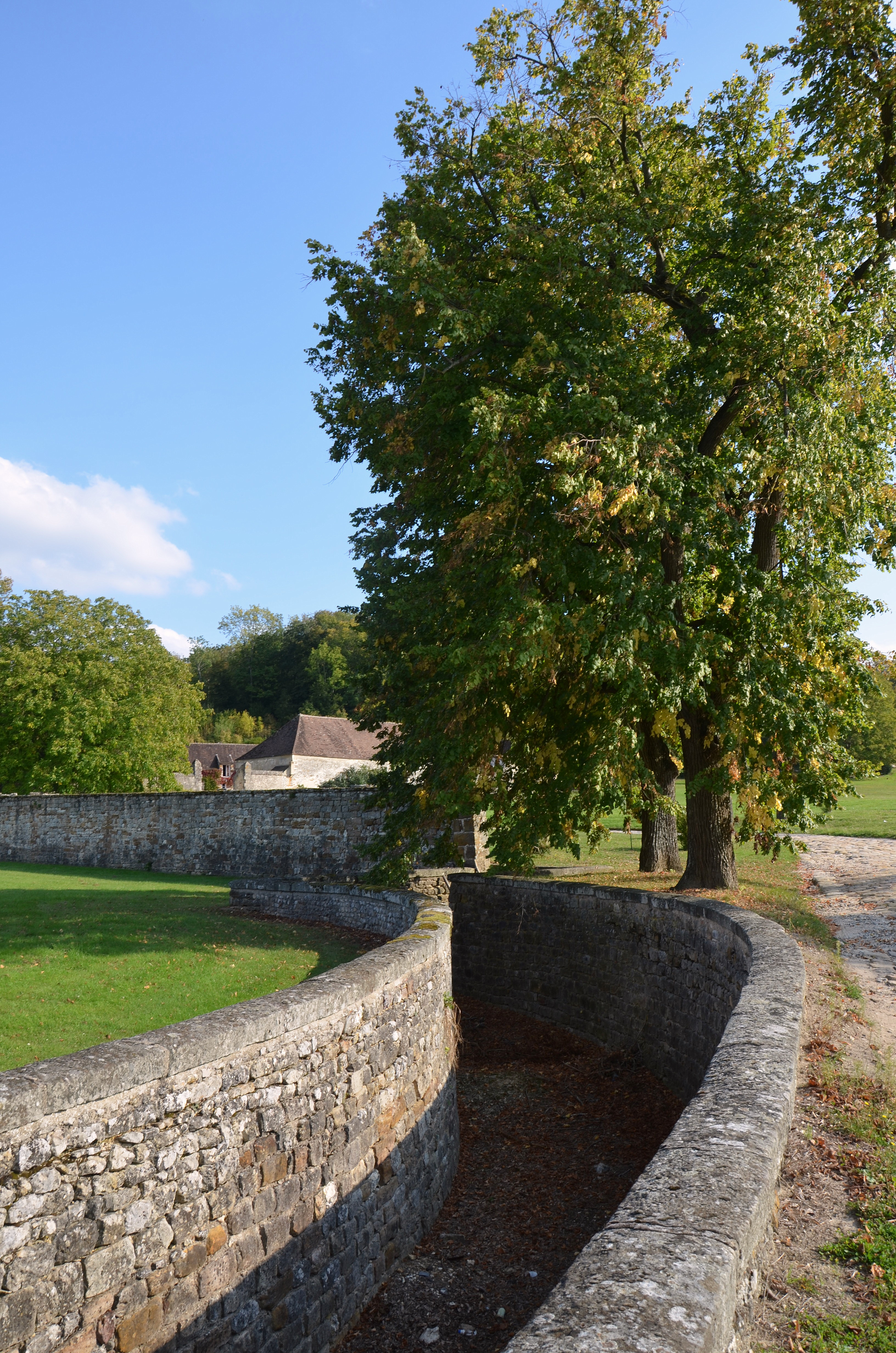
Canal d'alimentation du parc de l'ancien château

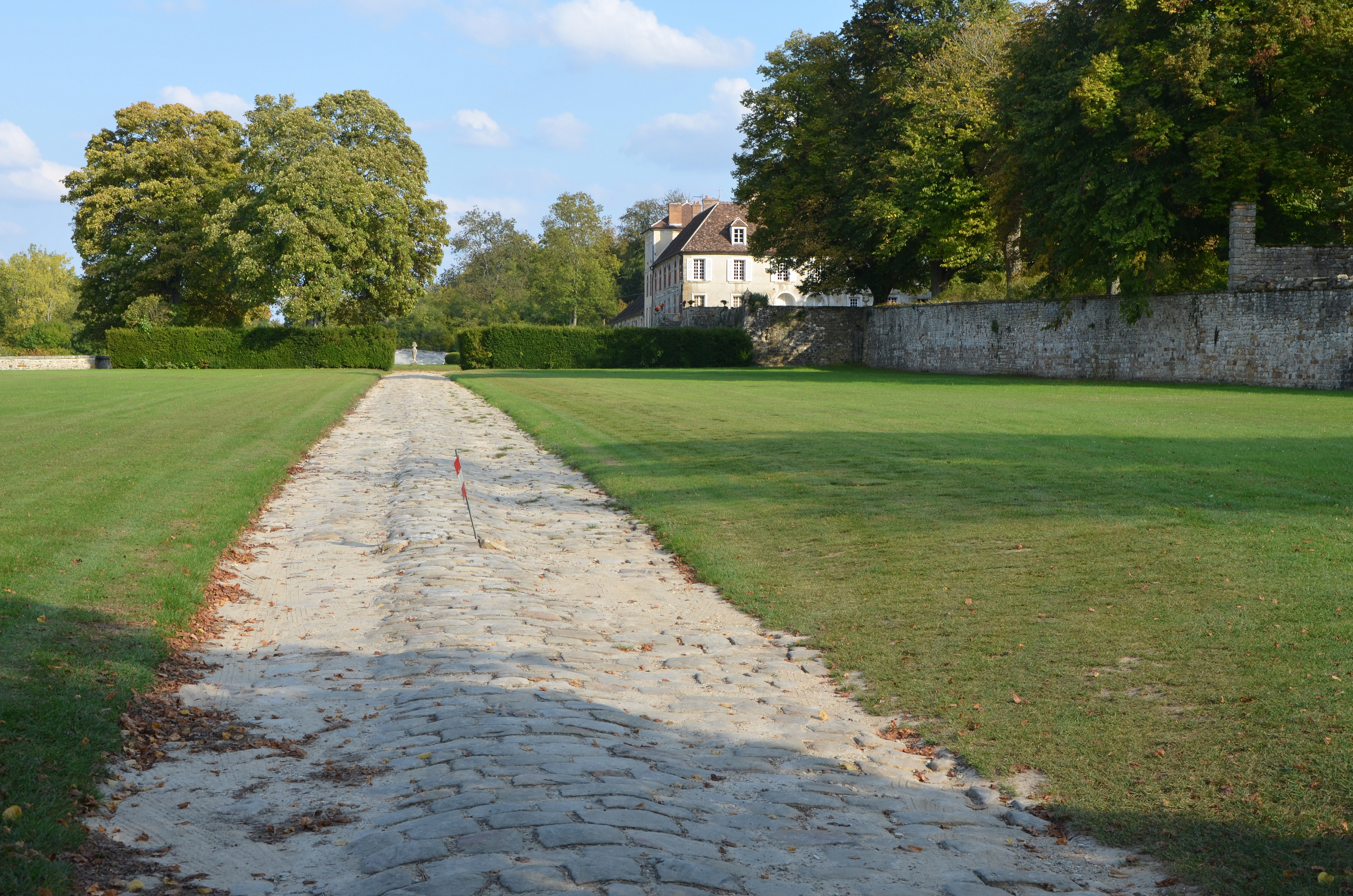
Communs et parc de l'ancien château

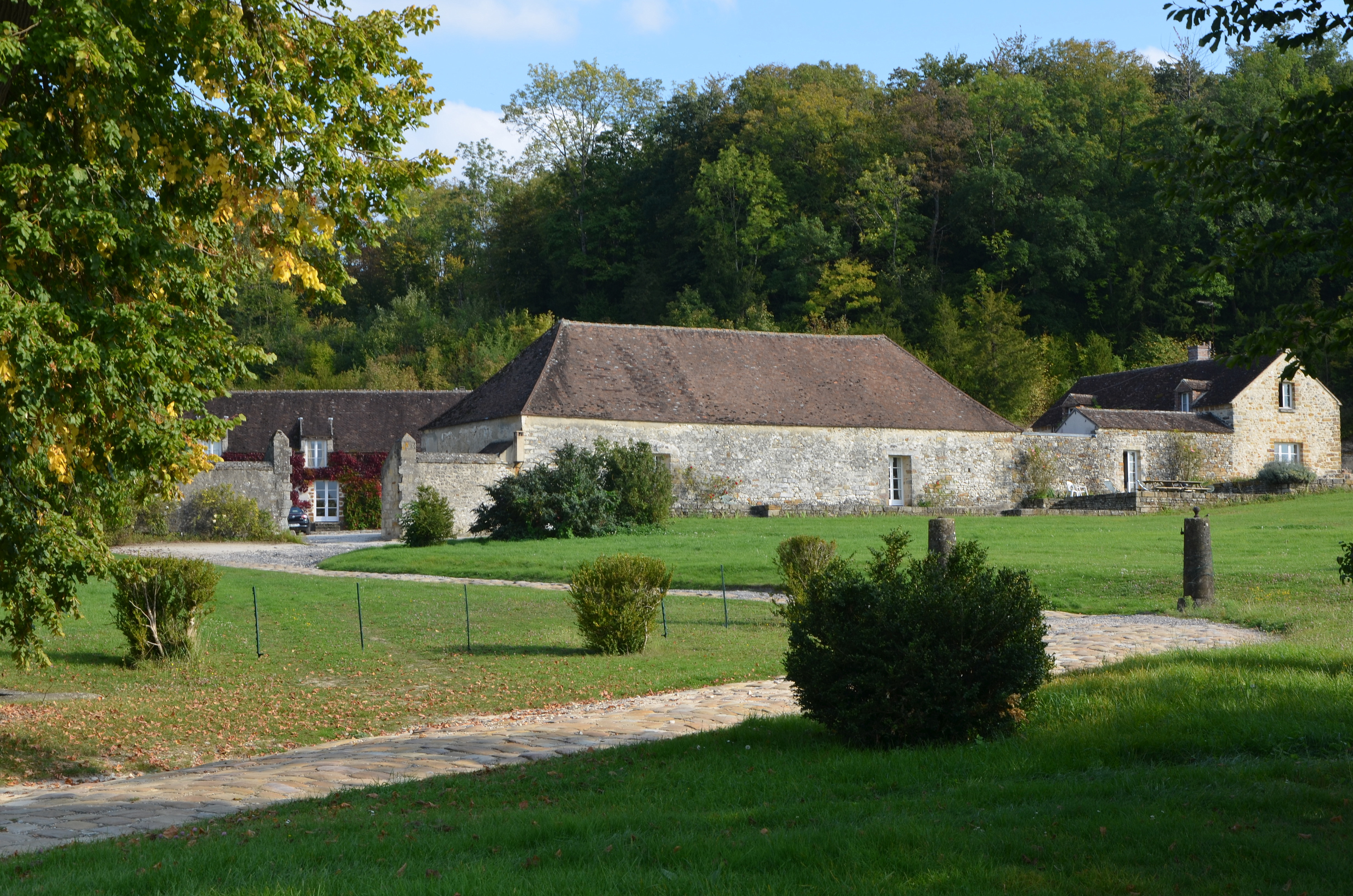
Bâtiments de l'ancienne ferme rattachée au château

Le château de Saint-Ange de Villecerf (Seine-et-Marne en France) est construit à partir de 1543 sous le nom de Châteauneuf de Challeau, par Anne de Pisseleu, duchesse d'Étampes sur une emprise du fief de Beaumont-les-Challeau achetée par François Ier 10 ans plus tôt aux Le Groing, seigneurs de Challeau. 
Cette « maison de plaisance bâtie à la moderne » pour reprendre les termes de Chastillon qui en a donné une première gravure, est cité comme un des « plus excellents bâtiments de France » par Jacques Androuet du Cerceau, qui en publie dessins et commentaires.

## Histoire
Bâti à la mode italienne, dans un style proche de l'ancien château de la Muette de Saint-Germain-en-Laye, ce château était à toits plats en pierre de liais. Il ouvrait, grande première dans l'histoire des constructions en France directement sur quatre côtés de jardin, les jardins d'honneur étant ceux du Nord, les futurs jardins d'eau, ceux du sud dominaient le bâtiment, l'ensemble étant organisé par des terrasses compartimentées par des murs de soutènement qui découpaient l'élévation de la colline, jusqu'aux rives de l’Orvanne.
Passé en 1607 et 1609 des héritiers d'Anne de Pisseleu à Antoine Le Charron, baron de Dormelles, il est reconstruit par son frère cadet François Le Charron qui en hérite en 1624, et lui fait donner par Louis XIII en 1628 le nom de Saint Ange qui lui est resté depuis. 
Challeau-Saint-Ange à douze km de Fontainebleau, était l'un des rendez-vous de chasse les plus courus du temps, grâce à l'abondance des cerfs qui y étaient pris.
Avec François Ier Le Charron, puis son fils aîné François II, le domaine est considérablement modifié dans son ornementation : grille d'entrée monumentale, jardins d'eau, forêt transformée en parc d'agrément sur plus de 200 arpents, rythmés d'allées et de contre-allées, de ronds points et de fabriques, précédés de jardins de dentelle de buis et d'if, dits les jardins des charmilles, qui faisaient au sud la symétrie avec les jardins d'eau du nord, qui usent de l'élévation du terrain permettant l'alimentation de nombre de jets d'eau dans les bassins, au centre du plus grand desquels naviguait une galère.

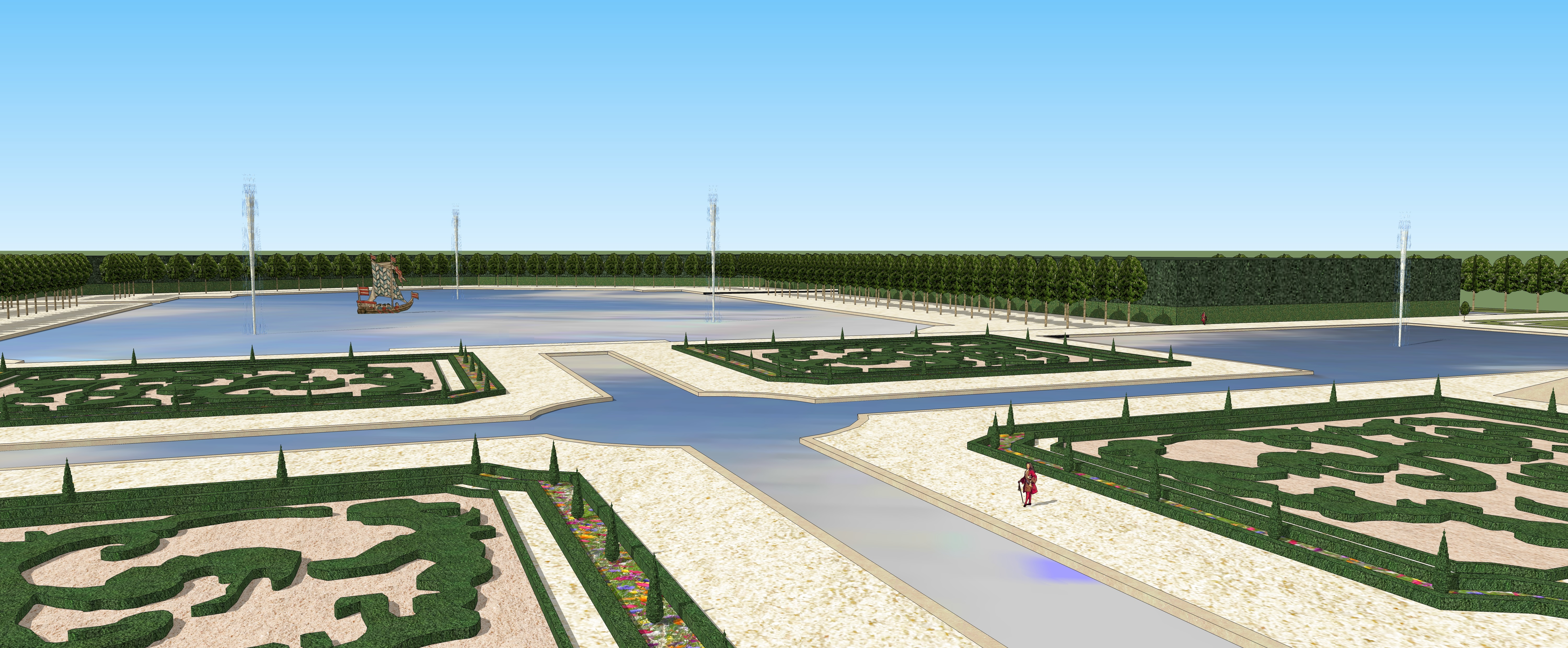
Vue restituée depuis l'entrée du château
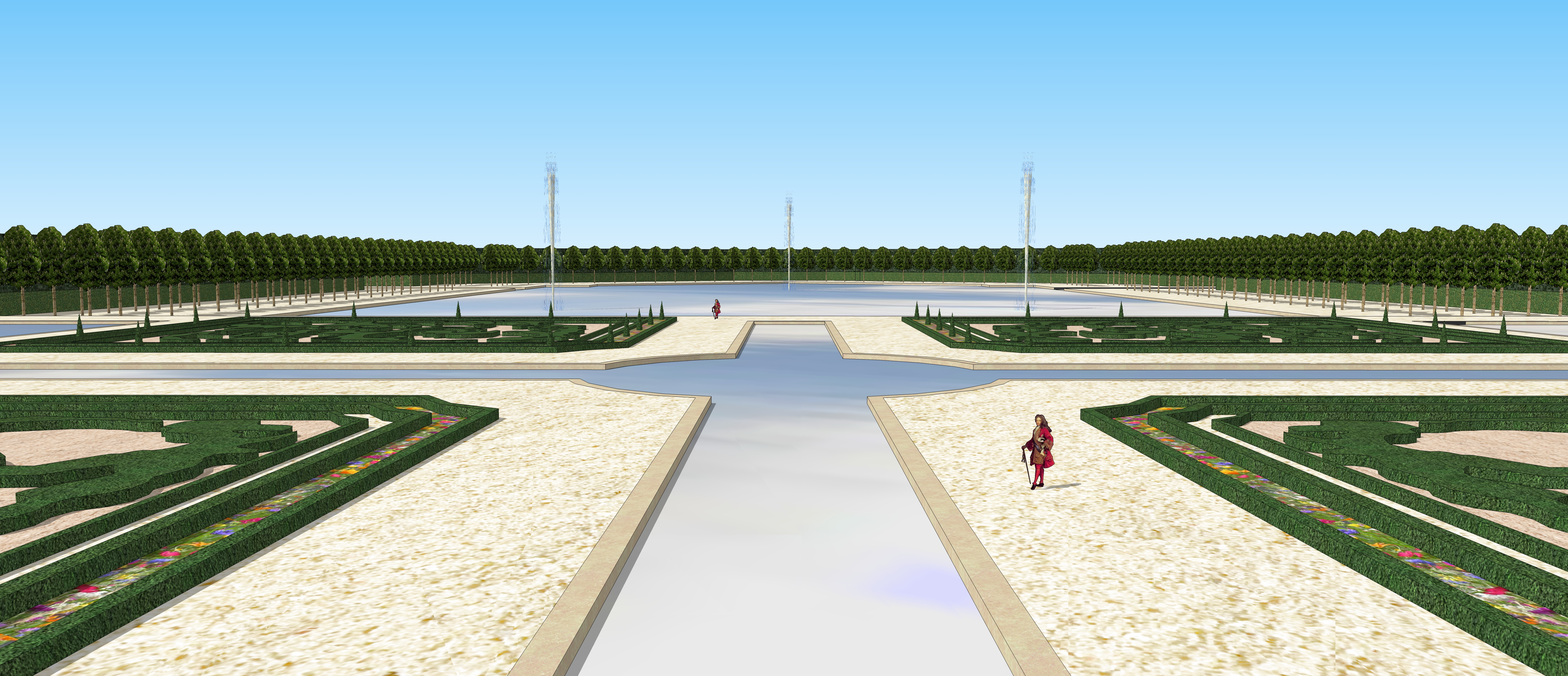
Vue depuis le haut de l'escalier situé aux pieds du château
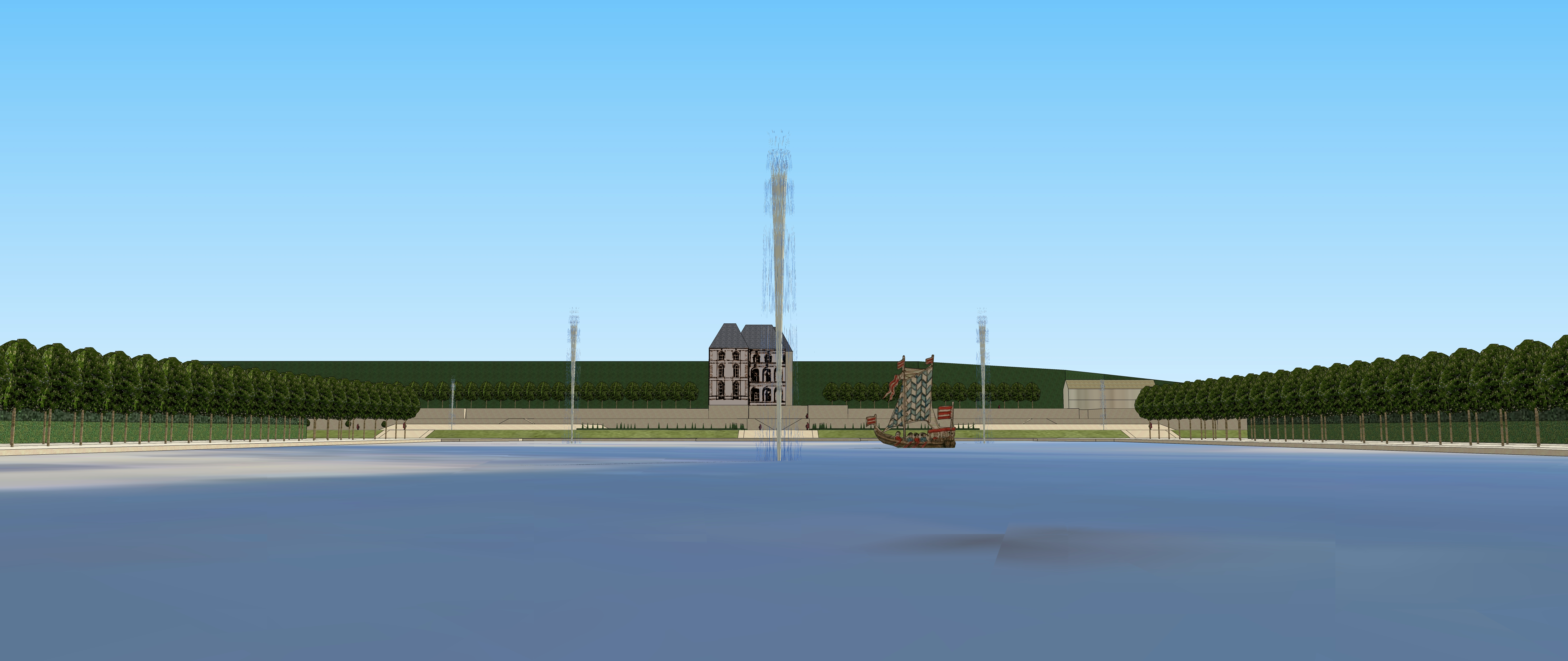
Vue depuis le bout du grand canal, avec le jeu pyramidal des 5 jets d'eau.

Décrits par Madeleine de Scudéry, puis par Dezallier d'Argenville, ils sont témoins de l'art des jardins aux xviie et xviiie siècles, car après François II Le Charron, Louis XIV fait en sorte que Charles Quentin de Richebourg le reçoive pour le transmettre à son gendre Louis Urbain Lefebvre de Caumartin, le « Grand Caumartin », dans la famille duquel il reste jusqu'au Directoire, où le dernier des Caumartin Marc Antoine Le Fèvre de Caumartin, intendant de Franche-Comté, déclaré émigré pour avoir été prendre en 1790 les eaux à Bristol en Angleterre, fera obliger son père l'ancien prévot des marchands de Paris à la vente du domaine, qui est démantelé en 1795-1797, puis détruit pierre par pierre (1799-1803) après la vente de son mobilier et de ses collections (1797).
Après l'occupation prussienne de 1814, les vestiges du château sont acquis pendant la Restauration par Balthazar de Rennel, comte de Lescut et du Saint-Empire que la fille Virginie devenue marquise des Roys apporte à cette famille, qui reconstitue l'essentiel du domaine, en réunissant le parc au site de l'ancien château, dont il restait les importants sous sols et les caves, en augmentant et castellisant la conciergerie devenue l'actuel château classé avec son site monument historique. 
L'environnement de Saint Ange inscrit dans le triangle Nemours-Moret-Montereau a souffert tout au long de son histoire des guerres et des occupations, depuis l'entrée même du Gâtinais dans le domaine royal en 1067-1081, puis de la guerre de Cent Ans avec les occupations anglaises et bourguignonnes. 
Pendant les guerres de religion du XVIe, la Fronde surtout en 1652, la campagne de France (1814) avec les Prussiens et les Cosaques, la guerre franco-prussienne de 1870 avec l'occupation wurtembergeoise et hessoise, enfin à partir de juin 1940 et une occupation par l'armée allemande du IIIe Reich.